# Cantone di Fouesnant
Il Cantone di Fouesnant è una divisione amministrativa dell'arrondissement di Quimper.
A seguito della riforma approvata con decreto del 13 febbraio 2014, che ha avuto attuazione dopo le elezioni dipartimentali del 2015, è passato da 7 a 8 comuni.

## Composizione
I 7 comuni facenti parte prima della riforma del 2014 erano:
- Bénodet
- Clohars-Fouesnant
- La Forêt-Fouesnant
- Fouesnant
- Gouesnach
- Pleuven
- Saint-Évarzec

Dal 2015 i comuni appartenenti al cantone sono i seguenti 8:
- Bénodet
- Clohars-Fouesnant
- Ergué-Gabéric
- La Forêt-Fouesnant
- Fouesnant
- Gouesnach
- Pleuven
- Saint-Évarzec